# 相馬インターチェンジ
相馬インターチェンジ（そうまインターチェンジ）は、福島県相馬市粟津にある、常磐自動車道および東北中央自動車道（相馬福島道路）のインターチェンジ。両道路のジャンクションの機能も兼ねる。

## 概要
東日本大震災および東京電力・福島第一原子力発電所事故の影響により、常磐富岡IC - 当IC間は開通の目途が立っていなかったが、2012年（平成24年）4月8日に南相馬IC - 当IC間を先行開通させた。また、当IC - 山元IC間は、2014年（平成26年）12月6日に開通した。
当ICはまた、東北中央自動車道（相馬福島道路）の起点のインターチェンジ名でもある。

## 歴史
- 1998年（平成10年）
  - 4月 : 常磐自動車道の常磐富岡IC - 相馬IC間に施工命令が出される[3]。
  - 12月 : 常磐自動車道の相馬IC - 新地IC間に施工命令が出される[3]。
- 2012年（平成24年）4月8日 : 常磐自動車道の南相馬IC - 相馬IC間開通に伴い、全車無料で供用開始[1]。
- 2014年（平成26年）12月6日 : 常磐自動車道の相馬IC - 山元IC間開通[2]。同時に、南相馬IC - 相馬IC間が有料化[4]。
- 2019年（令和元年）12月22日 : 東北中央自動車道（相馬福島道路）の相馬IC - 相馬山上IC間開通[5]。

## 周辺
- 相馬中村城
- 馬陵公園
- 福島県立相馬高等学校
- 相馬市役所
- 相馬バスターミナル[6]
- 相馬駅（JR東日本・常磐線）
- 道の駅そうま
- 松川浦
- 松川浦自然公園
- 松川浦漁港
- 原釜・尾浜海水浴場
- 相馬港
- 相馬中核工業団地
- 百尺観音

## 道路
- E6 常磐自動車道（23番）

## 接続する道路
- 国道115号
- E13 東北中央自動車道

## 料金所
料金所は終日無人のため、一般レーンを利用する場合は自動精算機にて精算することとなる。
- ブース数：4

### 入口
- ブース数：2
  - ETC専用：1
  - 一般：1

### 出口
- ブース数：2
  - ETC専用：1
  - 一般：1

## その他
- JR相馬駅から3.3km程南西側に位置する。
- 常磐自動車道の相馬ICのランプ形状は、「トランペット型インターチェンジ」で、東北中央自動車道の相馬ICのランプ形状は、「ダイヤモンド型インターチェンジ」となっている。
- 出入口料金所は東北中央自動車道方面からの料金所も兼ねている（東北中央自動車道は無料のため）。

## 隣
E6 常磐自動車道
(22) 南相馬IC - (22-1) 南相馬鹿島SA/SIC - (23) 相馬IC/JCT - (24) 新地IC
E13 東北中央自動車道（相馬福島道路）
(23) 相馬IC/JCT - (1) 相馬山上IC - (2) 相馬玉野IC